# Davie (Florida)
Davie je město v Broward County na Floridě. Nachází se asi 39 kilometrů severně od Miami. V roce 2020 čítala populace města 110 320 obyvatel. Rozloha města činí 92,5 km².
Má tropické monzunové klima.